# Saison 1 de Legacies
Chronologie
Saison 2
Cet article présente les épisodes de la première saison de la série télévisée américaine Legacies.

## Synopsis
« Les héros. Les méchants. Peu importe. »
À Mystic Falls, Alaric Saltzman est à la tête de l'école Salvatore, un établissement privé réservé en toute discrétion aux jeunes créatures surnaturelles. Hope Mikaelson, la fille tribride orpheline du vampire originel Niklaus Mikaelson et de la louve Hayley Marshall, y est pensionnaire aux côtés des jumelles siphonneuses d'Alaric et de Caroline Forbes : Lizzie et Josie Saltzman. Leur quiétude est troublée lorsque Rafael, qui vient de découvrir sa nature de loup-garou, est recueilli avec son meilleur ami, Landon Kirby. L'arrivée du jeune humain n'est pas bien perçue, d'autant qu'elle coïncide avec la présence soudaine de créatures du Mal, attirées par une mystérieuse dague. Les pensionnaires, qui jusque-là s'en tenaient à la maîtrise de leurs pouvoirs, vont devoir apprendre à se battre pour survivre face à des ennemis de plus en plus nombreux.

## Distribution

### Acteurs principaux
- Danielle Rose Russell (VF : Zina Khakhoulia) : Hope Mikaelson
- Matt Davis (VF : Alexis Victor) : Alaric Saltzman
- Aria Shahghasemi (VF : Juan Llorca) : Landon Kirby (12 épisodes)
- Kaylee Bryant (VF : Emmylou Homs) : Josette « Josie » Saltzman (12 épisodes)
- Jenny Boyd (VF : Anne-Charlotte Piau) : Elizabeth « Lizzie » Saltzman (12 épisodes)
- Quincy Fouse (VF : Maxime Baudouin) : Milton « M.G. » Greasley (12 épisodes)
- Peyton Alex Smith (VF : Jean-Baptiste Anoumon) : Rafael Waithe (12 épisodes)
- Chris De'Sean Lee (VF : Diouc Koma) : Kaleb Hawkins (11 épisodes)

### Acteurs récurrents
- Demetrius Bridges (VF : Jean-Michel Vaubien) : Dorian Williams (11 épisodes)
- Karen David (VF : Ariane Aggiage) : Emma Tig (8 épisodes)
- Lulu Antariksa (VF : Audrey Sablé) : Penelope Park (7 épisodes)
- Nick Fink (VF : Anatole de Bodinat) : Ryan Clarke (6 épisodes)
- Ben Levin (VF : François Santucci) : Jed (5 épisodes)
- Erica Ash (VF : Delphine Braillon) : Veronica Greasley (épisodes 13 à 16, 4 épisodes)
- Reznor Malalik Allen (VF : Maël Lefebvre) : Pedro (4 épisodes)

### Invités
- Sam Ashby (VF : Tony Marot) : Connor (épisodes 2, 3, 4 et 10)
- Katie Garfield (VF : Marie Diot) : Dana Lilien (épisodes 2, 3, 4 et 10)
- Selah Austria (VF : Kahina Thagerset) : Sasha Stoteraux (épisodes 2, 3 et 14)
- Rod Rowland : Burr (épisodes 15 et 16)
- Amy Manson (VF : Léovanie Raud) : Dryade (épisode 5)
- Joi Liaye (VF : Kahina Tagherset) : Nia (épisodes 14 et 16)
- Christopher B. Duncan (VF : Thierry Desroses) : Terrance Greasley (épisode 13)
- Erinn Westbrook (VF : Pauline Ziadé) : Cassie (épisode 7)
- Andreas Damm (VF : Marc Maurille) : Oliver (épisode 5)
- Tanya Christiansen : Vera Lilien, la mère de Dana (épisode 14)

### Invités spéciaux
- Zach Roerig (VF : Yann Peira) : Matt Donovan (épisodes 1 et 4)
- Steven R. McQueen (VF : Fabrice Fara) : Jeremy Gilbert (épisode 3)
- Jodi Lyn O'Keefe (VF : Cathy Diraison) : Josette "Jo" Laughlin (épisode 6)
- Ben Geurens (VF : Loïc Houdré) : Le Nécromancien (épisodes 6 et 7)
- Ayelet Zurer : Seylah Chelon, la mère de Landon (épisode 8)
- Jedidiah Goodacre (VF : Julien Bouanich) : Roman Müller (épisodes 14 et 15)

## Liste des épisodes

### Épisode 1:Bienvenue à l'école Salvatore
- États-Unis : 25 octobre 2018 sur The CW
- France : 11 février 2020 sur Syfy (en VF)

- États-Unis : 1,12 million de téléspectateurs[2]

- Zach Roerig : Matt Donovan

### Épisode 2:Quand on joue avec le feu
- États-Unis : 1er novembre 2018 sur The CW
- France : 11 février 2020 sur Syfy (en VF)

- États-Unis : 1,13 million de téléspectateurs[3]

### Épisode 3:En chair et en pierre
- États-Unis : 8 novembre 2018 sur The CW
- France : 18 février 2020 sur Syfy (en VF)

- États-Unis : 1,09 million de téléspectateurs[4]

- Steven R. McQueen : Jeremy Gilbert

### Épisode 4:Apparences trompeuses
- États-Unis : 15 novembre 2018 sur The CW
- France : 18 février 2020 sur Syfy (en VF)

- États-Unis : 1,08 million de téléspectateurs[5]

- Zach Roerig : Matt Donovan

### Épisode 5:Malivore
- États-Unis : 29 novembre 2018 sur The CW
- France : 25 février 2020 sur Syfy (en VF)

- États-Unis : 1,01 million de téléspectateurs[6]

### Épisode 6:Ma mère ce zombie
- États-Unis : 6 décembre 2018 sur The CW
- France : 25 février 2020 sur Syfy (en VF)

- États-Unis : 1,18 million de téléspectateurs[7]

- Jodi Lyn O'Keefe : Josette "Jo" Laughlin

### Épisode 7:La Mort sonne toujours plusieurs fois
- États-Unis : 13 décembre 2018 sur The CW
- France : 3 mars 2020 sur Syfy (en VF)

- États-Unis : 1,05 million de téléspectateurs[8]

### Épisode 8:Le Puits de l'oubli
- États-Unis : 24 janvier 2019[9] sur The CW
- France : 3 mars 2020 sur Syfy (en VF)

- États-Unis : 1,01 million de téléspectateurs[10]

### Épisode 9:Qu'est-ce que Hope faisait dans tes rêves?
- États-Unis : 31 janvier 2019 sur The CW
- France : 10 mars 2020 sur Syfy (en VF)

### Épisode 10:Il existe un monde où ton rêve s'est réalisé
- États-Unis : 7 février 2019 sur The CW
- France : 10 mars 2020 sur Syfy (en VF)

### Épisode 11:Sous les projecteurs
- États-Unis : 21 février 2019 sur The CW
- France : 17 mars 2020 sur Syfy (en VF)

### Épisode 12:Il y a une momie sur Main Street
- États-Unis : 28 février 2019 sur The CW
- France : 17 mars 2020 sur Syfy (en VF)

### Épisode 13:Le Garçon qui avait encore tant de belles choses à réaliser
- États-Unis : 7 mars 2019 sur The CW
- France : 24 mars 2020 sur Syfy (en VF)

### Épisode 14:Miss Mystic Falls
- États-Unis : 14 mars 2019 sur The CW
- France : 24 mars 2020 sur Syfy (en VF)

- Jedidiah Goodacre : Roman Müller

### Épisode 15:Tout sur mon père
- États-Unis : 21 mars 2019 sur The CW
- France : 31 mars 2020 sur Syfy (en VF)

- Jedidiah Goodacre : Roman Müller

### Épisode 16:Il y a toujours une faille quelque part
- États-Unis : 28 mars 2019 sur The CW
- France : 31 mars 2020 sur Syfy (en VF)

## Audiences aux États-Unis
| No d'épisode | Titre original                                | Titre français                                              | Chaîne | Date de diffusion originale | Audience (en millions de téléspectateurs) |
| ------------ | --------------------------------------------- | ----------------------------------------------------------- | ------ | --------------------------- | ----------------------------------------- |
| 1            | This is the Part Where You Run                | Bienvenue à l'école Salvatore                               | The CW | 25 octobre 2018             | 1.12                                      |
| 2            | Some People Just Want to Watch the World Burn | Quand on joue avec le feu                                   | The CW | 1er novembre 2018           | 1.13                                      |
| 3            | We're Being Punked, Pedro                     | En chair et en pierre                                       | The CW | 8 novembre 2018             | 1.09                                      |
| 4            | Hope Is Not the Goal                          | Apparences trompeuses                                       | The CW | 15 novembre 2018            | 1.08                                      |
| 5            | Malivore                                      | Malivore                                                    | The CW | 29 novembre 2018            | 1.01                                      |
| 6            | Mombie Dearest                                | Ma mère ce zombie                                           | The CW | 6 décembre 2018             | 1.18                                      |
| 7            | Death Keeps Knocking on My Door               | La mort sonne toujours plusieurs fois                       | The CW | 13 décembre 2018            | 1.05                                      |
| 8            | Maybe I Should Start from the End             | Le puits de l'oubli                                         | The CW | 24 janvier 2019             | 1.01                                      |
| 9            | What Was Hope Doing in Your Dreams?           | Qu'est-ce que Hope faisait dans tes rêves ?                 | The CW | 31 janvier 2019             | 1.01                                      |
| 10           | There's a World Where Your Dreams Came True   | Il existe un monde où ton rêve s'est réalisé                | The CW | 7 février 2019              | 1.15                                      |
| 11           | We're Gonna Need a Spotlight                  | Sous les projecteurs                                        | The CW | 21 février 2019             | 0.71                                      |
| 12           | There's a Mummy on Main Street                | Il y a une momie sur Main Street                            | The CW | 28 février 2019             | 0.87                                      |
| 13           | The Boy Who Still Has a Lot of Good to Do     | Le garçon qui avait encore tant de belles choses à réaliser | The CW | 7 mars 2019                 | 0.81                                      |
| 14           | Let's Just Finish the Dance                   | Miss Mystic Falls                                           | The CW | 14 mars 2019                | 0.96                                      |
| 15           | I'll Tell You a Story                         | Tout sur mon père                                           | The CW | 21 mars 2019                | 1.00                                      |
| 16           | There's Always a Loophole                     | Il y a toujours une faille quelque part                     | The CW | 28 mars 2019                | 0.93                                      |